# Xangongo

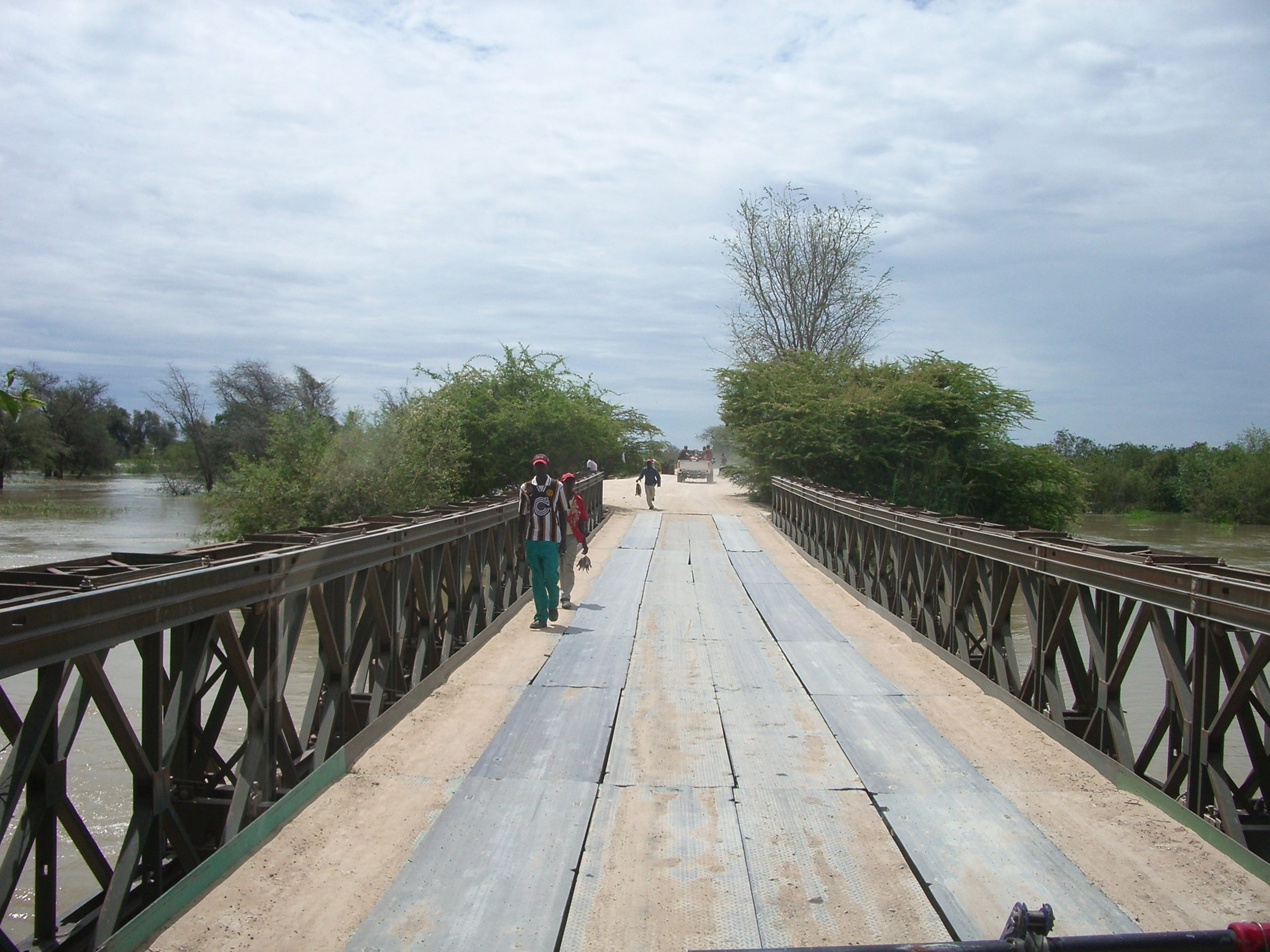
Brücke über den Cunene bei Xangongo

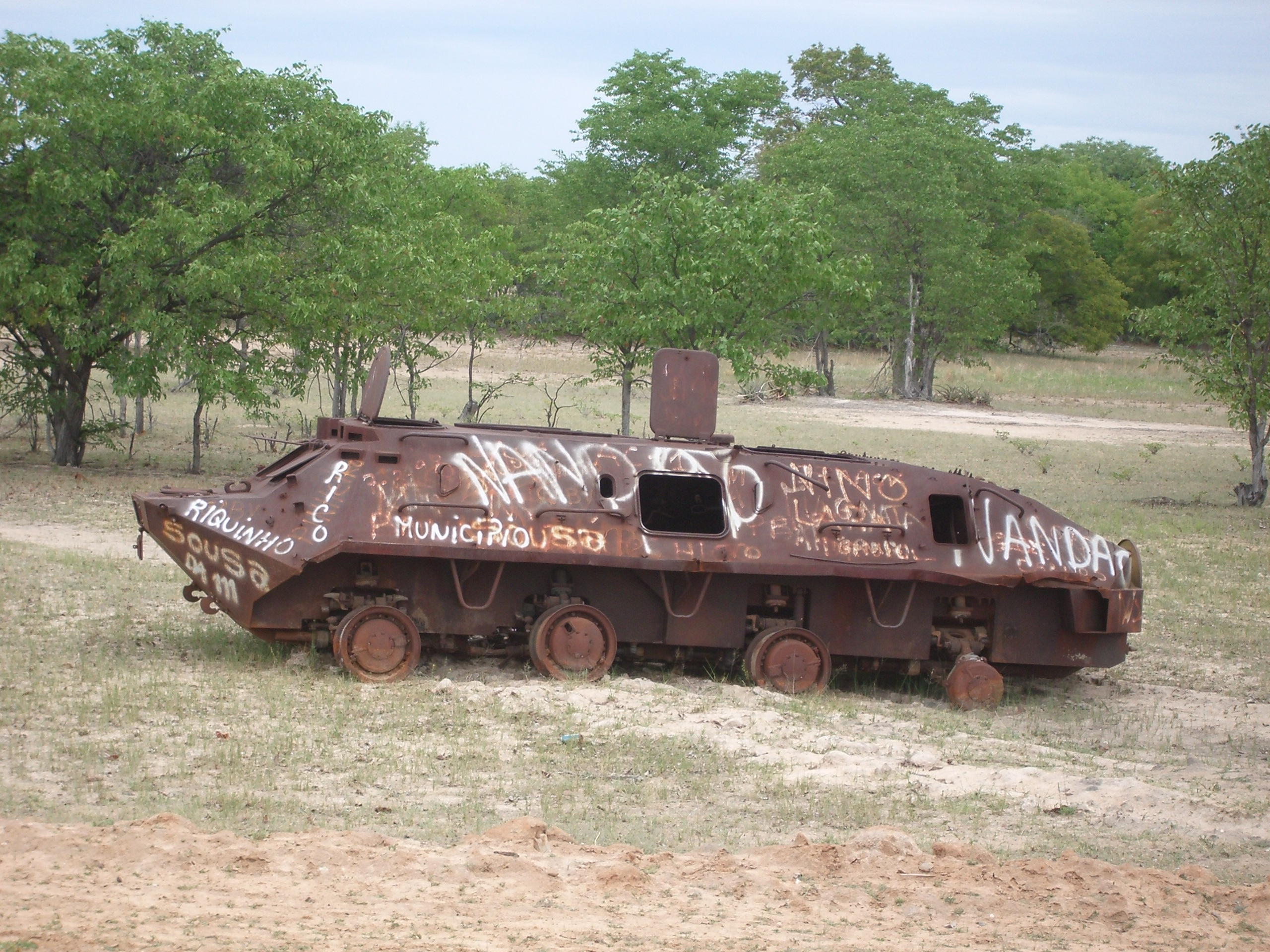
Zerstörter Schützenpanzer bei Xangongo

Xangongo ist ein Ort im Südwesten Angolas. Die Stadt liegt etwa 850 km südlich von Luanda und etwa 150 km nördlich der Grenze zu Namibia. Die nächstgelegene Großstadt ist Lubango in etwa 150 km Entfernung.

## Geschichte
Unter Portugiesischer Kolonialherrschaft trug der Ort den portugiesischen Namen Vila Roçadas. Seit der Unabhängigkeit Angolas 1975 führt er den heutigen Namen.
Bedeutung erlangte Xangongo im Angolanischen Bürgerkrieg (1975–2002) vor allem durch seine Lage an der wichtigsten Nord-Süd-Straßenverbindung und eine über den Fluss Cunene führende Brücke. Diese war wiederholt Ziel von Angriffen der Bürgerkriegsparteien. Die Bedeutung dieses Ortes und der Brücke war so groß, dass Xangongo, der Nachbarort Piu-Piu sowie die Brücke durch mehr als 120.000 Panzer- und Schützenminen sowie einem Artilleriebataillon und einem Panzerjägerbataillon gesichert wurden. Die Brücke war am Ende fast zerstört und wurde mit Hilfe von Panzerbrückenteilen behelfsmäßig wieder einigermaßen befahrbar gemacht.
Das Deutsche Notärzte-Komitee Cap Anamur begann 1992 als erste Hilfsorganisation mit der Minenräumung und Kampfmittelbeseitigung in der Region. Als der Bürgerkrieg wieder aufflammte, kam die Mannschaft in eine fatale Lage, es gab sogar Opfer unter dem Minenräumzug. Kurze Zeit nach diesem Debakel zog sich Cap Anamur aus der Minenräumung zurück und übergab das Camp bei Xangongo an die Hilfsorganisation Stiftung Sankt Barbara Deutschland. Seit dem Rückzug auch dieser Organisation aus Angola wird das Camp von der Stiftung Menschen gegen Minen genutzt und unterhalten.
Im Verlauf der umfangreichen Wiederaufbaubemühungen der angolanischen Regierung nach dem Ende des Bürgerkriegs 2002 sind auch in Xangongo zahlreiche Straßenverbindungen erneuert und asphaltiert, Schulen und Gesundheitseinrichtungen erneuert, und die Wasser- und Stromversorgung verbessert worden. So wurde Anfang 2014 der erste, als schwierig geltende Abschnitt asphaltiert, das 51 km lange Verbindungsstück der Straße von Xangongo nach Calongo (Kreis Cuvelai).
2013 war Xangongo Gastgeber der zentralen Feier der Republik Angola zum alljährlichen Gedenken an den Beginn des Angolanischen Unabhängigkeitskrieges am 4. Februar 1961.

## Verwaltung
Xangongo ist Sitz einer gleichnamigen Gemeinde (Comuna) im Landkreis (Município) von Ombadja, in der Provinz Cunene. Die Einwohnerzahl des Ortes wird auf etwa 5000 geschätzt.

## Verkehr
Die Stadt verfügt über den Flughafen Vila Roçadas/Xangongo (IATA-Flughafencode: XGN; ICAO-Code: FNXA). Er wurde 1988 als Luftwaffenstützpunkt von kubanischen Einheiten errichtet, die an der Seite der angolanischen Regierungstruppen gegen die südafrikanischen Invasionsarmeen stritten.